# دفنة جدباء
دفنة جدباء (الاسم العلمي: Daphne depauperata) هي نوع من النباتات يتبع جنس الدفنة من الفصيلة المثنانية.